# Manchester Grand Hyatt Hotel
Le Manchester Grand Hyatt Hotel est un gratte-ciel de 151 mètres de hauteur construit à San Diego en Californie aux États-Unis en 1992. Il abrite un hôtel géré par la chaine Hyatt comprenant 1 625 chambres. 
Fin 2010 c'était l'un des trois plus haut gratte-ciel de San Diego.
L'architecte est l'agence SOM.